# Hippolyte Baraduc
Pour les articles homonymes, voir Baraduc.
Ferdinand Hippolyte Baraduc (né le 15 novembre 1850  à Hyères – mort le 1er mai 1909  à l'Hôpital Beaujon situé avant 1935 dans le 8e arrondissement de Paris,) est un médecin et parapsychologue français. Ses expérimentations photographiques autour du « corps fluidique », qui cherchent à prouver et à capter l'existence de forces vitales invisibles, lui valurent un certain crédit dans le milieu médiumnique au tournant du siècle.

## Œuvres
- Des Indications dans le traitement de l'attaque de l'hémorrhagie cérébrale, Impr. de A. Parent, 1877.
- Des Varices vésicales en rapport avec les hémorrhoïdes chez l'homme, Impr. de Parent, 1877.
- Traitement de l'endométrite chronique par la galvano-caustique chimique intra-utérine, méthode du Dr Apostoli. Observations personnelles par le Dr Baraduc, Au bureau des publications du Journal de médecine de Parise, 1887.
- Du Lavage électrique et de la faradisation intrastomacale dans la dilatation de l'estomac fonctionnelle maladie de Bouchard, Au bureau des publications du Journal de médecine de Parise 1888
- Traitement des tumeurs fibreuses interstitielles par le drainage lymphogalvanique positif capsulothomie, Rue des Poitevins, 1889.
- La Biométrie appliquée à l'électrothérapie, G. Carré, 1893.
- L’Âme humaine, ses mouvements, ses lumières et l’iconographie de l’invisible fluidique, Georges Carré, Paris, 1896.
- Méthode de radiographie humaine du Dr Hipp. Baraduc,... La force courbe cosmique, photographies des vibrations de l'éther, P. Ollendorff, 1897
- La Force curative à Lourdes et la psychologie du miracle, 1907
- Mes morts : leurs manifestations, leurs influences, leurs télépathies, 1908